# Primetime Emmy Award per la miglior serie commedia
Il Primetime Emmy Award per la miglior serie commedia (Primetime Emmy Award for Outstanding Comedy Series) è un premio annuale consegnato nell'ambito del Primetime Emmy Awards assegnato alla migliore serie tv commedia dell'anno.
Il premio va ai produttori della serie.

## Vincitori e candidati

### Anni 1950
- 1952 - The Red Skelton Show
- 1953 - Lucy ed io (I Love Lucy)
- 1954 - Lucy ed io (I Love Lucy)
- 1955 - Make Room for Daddy
- 1956 - The Phil Silvers Show
- 1957 - The Phil Silvers Show
- 1958 - The Phil Silvers Show
- 1959 - The Jack Benny Program

### Anni 1960
- 1960 - The Art Carney Special
- 1961 - The Jack Benny Program
- 1962 - The Bob Newhart Show
- 1963 - The Dick Van Dyke Show
- 1964 - The Dick Van Dyke Show
- 1965 - The Dick Van Dyke Show
- 1966 - The Dick Van Dyke Show
- 1967 - I Monkees (The Monkees)
- 1968 - Get Smart
- 1969 - Get Smart

### Anni 1970
- 1970 - Il fantastico mondo di Mr. Monroe (My World and Welcome to It)
- 1971 - Arcibaldo (All in the Family)
- 1972 - Arcibaldo (All in the Family)
- 1973 - Arcibaldo (All in the Family)
- 1974 - M*A*S*H
- 1975 - Mary Tyler Moore (The Mary Tyler Moore Show)
- 1976 - Mary Tyler Moore (The Mary Tyler Moore Show)
- 1977 - Mary Tyler Moore (The Mary Tyler Moore Show)
- 1978 - Arcibaldo
- 1979 - Taxi

### Anni 1980
- 1980 - Taxi
- 1981 - Taxi
- 1982 - Barney Miller
- 1983 - Cin Cin (Cheers)
- 1984 - Cin cin (Cheers)
- 1985 - I Robinson (The Cosby Show)
- 1986 - Cuori senza età (The Golden Girls)
- 1987 - Cuori senza età (The Golden Girls)
- 1988 - Blue Jeans (The Wonder Years)
- 1989 - Cin Cin (Cheers)

### Anni 1990
- 1990
  - Murphy Brown
  - Cin cin (Cheers)

La serie televisiva Frasier ha vinto 5 volte consecutivamente in questa categoria.

  - Quattro donne in carriera (Designing Woman)
  - Cuori senza età (The Golden Girls)
  - Blue Jeans (The Wonder Years)
- 1991
  - Cin cin (Cheers)
  - Quattro donne in carriera (Designing Women)
  - Cuori senza età (The Golden Girls)
  - Murphy Brown
  - Blue Jeans (The Wonder Years)
- 1992
  - Murphy Brown
  - Oltre il ponte (Brooklyn Bridge)
  - Cin cin (Cheers)
  - Quell'uragano di papà (Home Improvement)
  - Seinfeld
- 1993
  - Seinfeld
  - Cin cin (Cheers)
  - Quell'uragano di papà (Home Improvement)
  - The Larry Sanders Show
  - Murphy Brown
- 1994
  - Frasier
  - Quell'uragano di papà (Home Improvement)
  - The Larry Sanders Show
  - Innamorati pazzi (Mad About You)
  - Seinfeld
- 1995
  - Frasier
  - Friends
  - The Larry Sanders Show
  - Innamorati pazzi (Mad About You)
  - Seinfeld
- 1996
  - Frasier
  - Friends
  - Innamorati pazzi (Mad About You)
  - The Larry Sanders Show
  - Seinfeld
- 1997
  - Frasier
  - Una famiglia del terzo tipo (3rd Rock from the Sun)
  - Innamorati pazzi (Mad About You)
  - The Larry Sanders Show
  - Seinfeld
- 1998
  - Frasier
  - Ally McBeal
  - Una famiglia del terzo tipo (3rd Rock from the Sun)
  - The Larry Sanders Show
  - Seinfeld
- 1999
  - Ally McBeal
  - Frasier
  - Friends
  - Sex and the City
  - Tutti amano Raymond (Everybody Loves Raymond)

### Anni 2000
- 2000
  - Will & Grace
  - Frasier
  - Friends
  - Sex and the City
  - Tutti amano Raymond (Everybody Loves Raymond)
- 2001
  - Sex and the City
  - Frasier
  - Malcolm in the Middle
  - Tutti amano Raymond (Everybody Loves Raymond)
  - Will & Grace
- 2002
  - Friends
  - Curb Your Enthusiasm
  - Sex and the City
  - Tutti amano Raymond (Everybody Loves Raymond)
  - Will & Grace
- 2003
  - Tutti amano Raymond (Everybody Loves Raymond)
  - Curb Your Enthusiasm
  - Friends
  - Sex and the City
  - Will & Grace
- 2004
  - Arrested Development - Ti presento i miei (Arrested Development)
  - Curb Your Enthusiasm
  - Tutti amano Raymond (Everybody Loves Raymond)
  - Sex and the City
  - Will & Grace
- 2005
  - Tutti amano Raymond (Everybody Loves Raymond)
  - Arrested Development - Ti presento i miei (Arrested Development)
  - Desperate Housewives
  - Scrubs - Medici ai primi ferri (Scrubs)
  - Will & Grace
- 2006[1]
  - The Office
  - Arrested Development - Ti presento i miei (Arrested Development)
  - Curb Your Enthusiasm
  - Due uomini e mezzo (Two and a Half Men)
  - Scrubs - Medici ai primi ferri (Scrubs)
- 2007[2]
  - 30 Rock
  - Entourage
  - The Office
  - Due uomini e mezzo (Two and a Half Men)
  - Ugly Betty
- 2008[3]
  - 30 Rock
  - Curb Your Enthusiasm
  - Entourage
  - The Office
  - Due uomini e mezzo (Two and a Half Men)
- 2009[4]
  - 30 Rock
  - How I Met Your Mother
  - Entourage
  - Flight of the Conchords
  - I Griffin (Family Guy)
  - The Office
  - Weeds

### Anni 2010
- 2010[5]
  - Modern Family
  - 30 Rock
  - Curb Your Enthusiasm
  - Glee

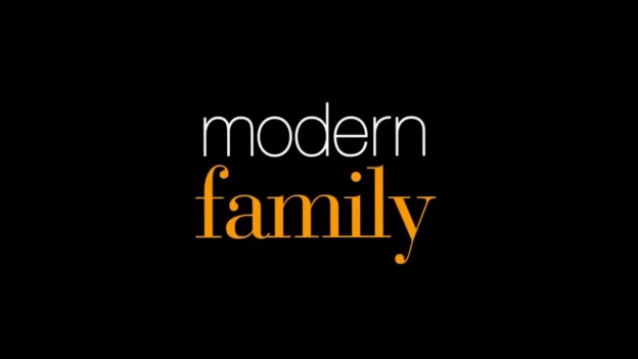
La serie televisiva Modern Family ha vinto 5 volte consecutivamente in questa categoria.

  - Nurse Jackie - Terapia d'urto (Nurse Jackie)
  - The Office
- 2011[6]
  - Modern Family
  - The Big Bang Theory
  - Glee
  - The Office
  - Parks and Recreation
  - 30 Rock
- 2012[7]
  - Modern Family
  - The Big Bang Theory
  - Curb Your Enthusiasm
  - Girls
  - 30 Rock
  - Veep - Vicepresidente incompetente (Veep)
- 2013[8][9]
  - Modern Family
  - 30 Rock
  - The Big Bang Theory
  - Girls
  - Louie
  - Veep - Vicepresidente incompetente (Veep)
- 2014[10]
  - Modern Family
  - The Big Bang Theory
  - Louie
  - Orange Is the New Black
  - Silicon Valley
  - Veep - Vicepresidente incompetente (Veep)
- 2015[11]
  - Veep - Vicepresidente incompetente (Veep)
  - Louie
  - Modern Family
  - Parks and Recreation
  - Silicon Valley
  - Transparent
  - Unbreakable Kimmy Schmidt
- 2016[12]
  - Veep - Vicepresidente incompetente (Veep), distribuita dalla HBO
  - Black-ish, distribuita dalla ABC
  - Master of None, distribuita da Netflix
  - Modern Family, distribuita dalla ABC
  - Silicon Valley, distribuita dalla HBO
  - Transparent, distribuita da Amazon Video
  - Unbreakable Kimmy Schmidt, distribuita da Netflix
- 2017[13]
  - Veep - Vicepresidente incompetente (Veep), distribuita da HBO
  - Atlanta, distribuita da FX
  - Black-ish, distribuita da ABC
  - Master of None, distribuita da Netflix
  - Modern Family, distribuita da ABC
  - Silicon Valley, distribuita da HBO
  - Unbreakable Kimmy Schmidt, distribuita da Netflix
- 2018[14][15]
  - La fantastica signora Maisel (The Marvelous Mrs. Maisel), distribuita da Amazon Video
  - Atlanta, distribuita da FX
  - Barry, distribuita da HBO
  - Black-ish, distribuita da ABC
  - Curb Your Enthusiasm, distribuita da HBO
  - GLOW, distribuita da Netflix
  - Silicon Valley, distribuita da HBO
  - Unbreakable Kimmy Schmidt, distribuita da Netflix
- 2019[16][17]
  - Fleabag, distribuita da Prime Video
  - La fantastica signora Maisel (The Marvelous Mrs. Maisel), distribuita da Prime Video
  - Barry, distribuita da HBO
  - The Good Place, distribuita da NBC
  - Russian Doll, distribuita da Netflix
  - Schitt's Creek, distribuita da Pop TV
  - Veep - Vicepresidente incompetente (Veep), distribuita da HBO

### Anni 2020
- 2020[18]
  - Schitt's Creek, distribuita da CBC e Pop TV
  - Curb Your Enthusiasm, distribuita da HBO
  - Amiche per la morte - Dead to Me (Dead to Me), distribuita da Netflix
  - The Good Place, distribuita da NBC
  - Insecure, distribuita da HBO
  - Il metodo Kominsky (The Kominsky Method), distribuita da Netflix
  - La fantastica signora Maisel (The Marvelous Mrs. Maisel), distribuita da Prime Video
  - What We Do in the Shadows, distribuita da FX
- 2021[19][20]
  - Ted Lasso, distribuita da Apple TV+
  - Black-ish, distribuita da ABC
  - Cobra Kai, distribuita da Netflix
  - Emily in Paris, distribuita da Netflix
  - L'assistente di volo - The Flight Attendant (The Flight Attendant), distribuita da HBO Max
  - Hacks, distribuita da HBO Max
  - Il metodo Kominsky (The Kominsky Method), distribuita da Netflix
  - PEN15, distribuita da Hulu
- 2022[21][22]
  - Ted Lasso, distribuita da Apple TV+
  - Abbott Elementary, distribuita da ABC
  - Barry, distribuita da HBO
  - Curb Your Enthusiasm, distribuita da HBO
  - Hacks, distribuita da HBO Max
  - La fantastica signora Maisel (The Marvelous Mrs. Maisel), distribuita da Prime Video
  - Only Murders in the Building, distribuita da Hulu
  - What We Do in the Shadows, distribuita da FX
- 2023
  - The Bear, distribuita da FX
  - Abbott Elementary, distribuita da ABC
  - Barry, distribuita da HBO
  - Jury Duty, distribuita da Amazon Freevee
  - La fantastica signora Maisel (The Marvelous Mrs. Maisel), distribuita da Prime Video
  - Only Murders in the Building, distribuita da Hulu
  - Ted Lasso, distribuita da Apple TV+
  - Mercoledì (Wednesday), distribuita da Netflix
- 2024
  - Hacks, distribuita da HBO Max
  - Abbott Elementary, distribuita da ABC
  - The Bear, distribuita da FX
  - Curb Your Enthusiasm, distribuita da HBO
  - Palm Royale, distribuita da Apple TV+
  - Only Murders in the Building, distribuita da Hulu
  - Reservation Dogs, distribuita da FX
  - What We Do in the Shadows, distribuita da FX